# Scipione Bargagli

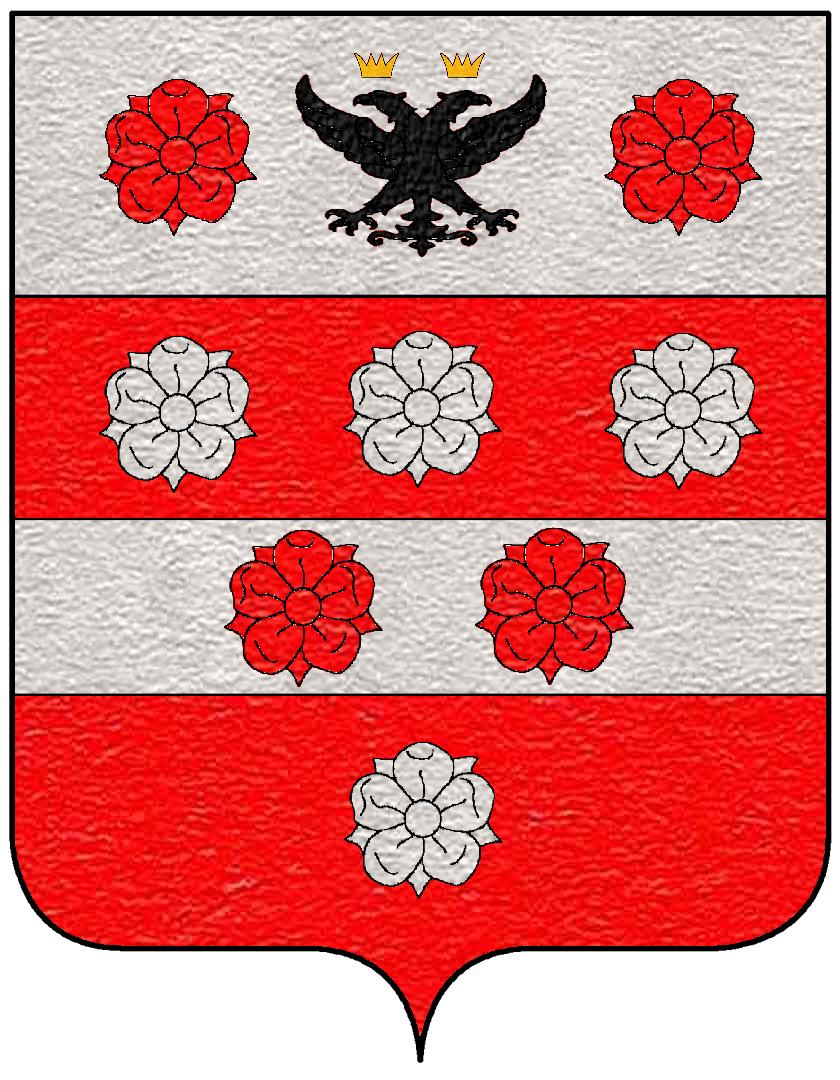
Stemma Bargagli

Scipione Bargagli (Siena, 1540 – Siena, 27 ottobre 1612) è stato un letterato italiano.

## Biografia
Di nobile famiglia senese, trascorse l'intera vita a Siena dove si formò una vasta cultura umanistica. Si ricordano di lui le Rime e le Lettere e il Turamino, ovvero del parlare e dello scrivere sanese (Siena 1602), un dialogo sulla questione della lingua. Più noto è il suo Trattato Delle Imprese (Siena, appresso Luca Bonetti, 1578; ed. accresciuta Venetia, appresso Francesco de' Franceschi senese, 1594), che gli valse di essere chiamato l'Aristotele di tale dotta materia; ma la sua fama vive ancora per i Trattenimenti, dove da vaghe donne e giovani uomini sono rappresentati onesti e dilettevoli giuochi, narrate novelle e cantate alcune amorose canzoni (Venetia, Bernardo Giunti, 1587; ed.  a cura di Laura Ricco, Roma, Salerno, 1989). Il libro è preceduto da un'introduzione ricalcata su quella del Decameron, e si dilunga nella trattazione dei giochi e di questioni e dubbi amorosi; la sua parte più attraente è costituita dalle sei novelle di vario, anzi contrapposto argomento, che Gaetano Poggiali estrasse dall'insieme dell'opera pubblicandole come raccolta autonoma.
Altre opere minori del Bargagli sono i Rovesci delle medaglie (Siena 1599), la traduzione del libro VI dei Hieroglyfici di Pierio Valeriano (compresa nell'edizione in volgare delle opere di questo umanista, Venezia 1602) e la traduzione di una tragedia in latino dello scozzese George Buchanan, Iefte, ovvero Il voto (Lucca 1587 e Venezia 1600).